# Мед од маслачка
Мед од маслачка је природни препарат који се добива од цвјетова маслачка, термичком обрадом уз додавање потребне количине воде и шећера, као и других састојака у сврху побољшања укуса. Мед од маслачка намјењен је за побољшање општег здравственогстања организма. Посебно је добар за детоксикацију организма, прочишћавању јетре и регенерацији њезиних ћелија. Такође, у народној медицини, мед се користи за ублажавање уринарних тегоба, као и ублажавање тегоба хроничног кашља. Мед од маслачка може се конзумирати свакодневно, и то једанпут до два пута дневно по једну кашичицу. Због велики концентрације шећера не препоручује се особама које болују од дијабетеса.